# Sedum tamaulipense
Sedum tamaulipense är en fetbladsväxtart som beskrevs av Guy L. Nesom. Sedum tamaulipense ingår i Fetknoppssläktet som ingår i familjen fetbladsväxter. Inga underarter finns listade i Catalogue of Life.